# Овід (фільм, 1980)
«Овід» (рос. Овод) — трисерійний телевізійний художній фільм, знятий режисером Миколою Мащенком у 1980 році за мотивами однойменного роману Етель Ліліан Войнич на київській кіностудії імені Олександра Довженка. У стрічці використовується музика з творів Вольфганга Амадея Моцарта і Генрі Перселла. Фільм розповідає про драматичні стосунки між батьком і сином на тлі боротьби італійських патріотів проти австрійського панування на Апеннінському півострові.

## Серія 1. «Пам'ять»
Студент Артур Бертон, син заможного англійського судновласника з міста Ліворно, захоплюється ідеєю об'єднання Італії в одну країну і звільнення її від влади австрійських Габсбургів. Старший брат Джеймс і його дружина Джулія відверто недолюблюють Артура, і єдиною близькою людиною для нього стає ректор духовної семінарії єпископ Монтанеллі. Волею обставин Артур ненадовго потрапляє до в'язниці, а вийшовши звідти, переживає серйозну сварку з Джеммою. Того ж дня, він дізнається від дружини брата, що насправді його батьком є Монтанеллі. Артур вирішує виїхати до Південної Америки, а попередньо імітує свою загибель…

## Серія 2. «Джемма»
Через багато років Артур повертається в Італію під ім'ям Феліче Рівареса. Він — популярний памфлетист «Овід», відомий своєю нетерпимістю до служителів католицької церкви. Тут він знову зустрічається з Джеммою, яка його не впізнає, та й він сам не прагне розкрити перед нею свою таємницю. Попри деякі суперечності, Овід і Джемма починають підготовку до збройного повстання в Папській області. Під час однієї з ділових поїздок Овід під виглядом мандрівника зустрічається в соборі зі своїм батьком Монтанеллі, який вже став кардиналом і твердо впевнений у смерті Артура. Прямо в соборі його заарештовують гвардійці й відправляють до в'язниці…

## Серія 3. «Батько і син»
Друзі намагаються влаштувати йому втечу з в'язниці, яка зривається через раптове загострення хронічної хвороби Овода. Монтанеллі приходить до нього в камеру для духовної бесіди, але Артур не бажає йти ні на який компроміс, постійно виявляючи своє неприязне ставлення до священника. Зрештою, він відкриває свою таємницю кардиналові, але прийняти допомогу від батька відмовляється. Незабаром Овіда розстрілюють, а Монтанеллі божеволіє і помирає під час богослужіння у соборі.

## У ролях
|                          |                                              |  |
|                          |                                              |  |
| Актор                    | Роль                                         |  |
| Андрій Харитонов         | Артур Бертон, Феліче Ріварес                 |  |
| Сергій Бондарчук         | кардинал Монтанеллі                          |  |
| Анастасія Вертинська     | Джемма                                       |  |
| Ада Роговцева            | Джулія Бертон                                |  |
| Костянтин Степанков      | австрійський полковник                       |  |
| Камен Цанєв              | Ріккардо                                     |  |
| Григоре Григоріу         | Чезаре Мартіні (озвучував Леонід Філатов)    |  |
| Г. Слесаренко            | Джордано                                     |  |
| Стефан Добрев            | Джованні Болла (озвучував Віталій Дорошенко) |  |
| Гіві Тохадзе             | Карді, ректор семінарії                      |  |
| Картлос Марадішвілі      | Джузеппе Мадзіні (озвучував Павло Морозенко) |  |
| Олександр Задніпровський | Джеймс Бертон, старший брат Артура           |  |
| Олег Чайка               | Томмасі                                      |  |
| Мірча Соцкі-Войніческу   | Марконе                                      |  |
| Л. Гегучадзе             | сеньйора Грассіні                            |  |
| Валерій Шептекіта        | сеньйор Грассіні                             |  |
| Світлана Янковська       | Зітта                                        |  |
| Олексій Колесник         | Мікеле                                       |  |
| Ірина Скобцева           | Гледіс Бертон, мати Артура                   |  |
| Петр Слабаков            | Феррарі                                      |  |

В епізодах: Євген Гвоздьов, Ігор Дмитрієв, Олексій Мороз, Володимир Талашко, Алім Федоринський, Лев Олевський та інші.

## Творча група
|                        | |  |
|                        | |  |
| Сценарій               | Валерій Фрид, Юлій Дунський |  |
| Режисер-постановник    | Микола Мащенко |  |
| Оператор-постановник   | Сергій Стасенко |  |
| Художники-постановники | Анатолій Добролежа (декоратор) художники по костюмах: Лідія Байкова, Людмила Ралько, В'ячеслав Зайцев |  |
| Музика                 | У фільмі використані фрагменти з музики Вольфганга Амадея Моцарта і Генрі Перселла. Виконавці: Державний симфонічний оркестр УРСР (диригент Федір Глущенко); Симфонічний оркестр держтелерадіо УРСР (диригент Вадим Гнєдаш) |  |
| Звукооператори         | Н. Мацко, Олександр Кузьмін |  |
| Монтаж                 | Олександра Голдабенко |  |
| Режисер                | Микола Мокроусов |  |
| Оператори              | В. Атаманенко, В. Гапчук; Микола Шабаєв (комбіновані зйомки) |  |
| Художники по гриму     | Василь Гаркавий, М. Пілецька, М. Чикирєв |  |
| Редактор               | Володимир Сосюра |  |
| Директор фільму        | Едуард Русаков |  |

## Нагороди
- 1981 — головний приз телевізійного фестивалю «Золота німфа» (Монте-Карло) — Андрію Харитонову за виконання головної ролі.
- 1982 — Державна премія УРСР імені Т. Г. Шевченка  — режисерові Миколі Мащенку, виконавцям головних ролей Андрію Харитонову і Сергію Бондарчуку.